# پینا گالینی
پینا گالینی (ایتالیایی: Pina Gallini؛ ۱۹ مارس ۱۸۸۸ – ۳۱ ژانویهٔ ۱۹۷۴) بازیگر اهل ایتالیا بود.
از فیلم‌ها یا برنامه‌های تلویزیونی که وی در آن نقش داشته‌است می‌توان به روزهای عاشقی، چهار قدم در ابرها، میهمان یک‌شبه، مانون لسکو و کاراواجو اشاره کرد.